# 呉易昺
呉 易昺（ご・いへい、簡体字中国語: 吴 易昺、ウー・イービン、ピン音表記： Wú Yìbǐng, 1999年10月14日 - ）は、中華人民共和国・浙江省杭州市出身の男子プロテニス選手。右利き、バックハンド・ストロークは両手打ち。身長183cm。自己最高ATPランキングはシングルス58位。ATPツアーでキャリア通算シングルス1勝を挙げている。
中国人男子選手初のATPツアー優勝者。

## 来歴

### ジュニア時代
ダイエットのため6歳でテニスを始める。2016年にオレンジボウルで決勝進出。決勝ではミオミル・ケツマノビッチに敗れ準優勝だった。
2017年全米オープンジュニア男子シングルスで優勝し、ジュニア世界ランキング1位となった。

### プロ転向後
デビスカップ2016でプロデビューし、莊吉生を破りプロ勝利をあげた。
2017年成都オープンでATPツアーデビュー。2018年の上海マスターズでツアー初白星。2回戦では錦織圭から1セットを奪ったものの、敗れる。
2019年からは故障とリハビリ不調、COVID-19パンデミックなどが重なり、2021年いっぱいまでツアーを離れた。2022年3月には世界1869位まで順位を落としていた。
2022年4月より本格的に復帰すると、4月のITF大会で優勝。続くザグレブのチャレンジャーでベスト8に入り、6月のオーランドのチャレンジャーでは優勝。7月には2週連続優勝を果たすと、全米オープンで予選を突破し、中国人男子としてオープン化以降初の本選出場。3回戦まで進んだ。年末の世界ランキングは116位まで上昇した。
2023年1月末からのクリーブランドのチャレンジャーで準優勝すると、世界ランキングは97位に到達し、中国人男子として史上2人目のトップ100入りを果たした。さらに2月のダラス・オープンでは、第3シードのデニス・シャポバロフ、第1シードのテイラー・フリッツを破って初の決勝進出。最後はジョン・イスナーとの6-7 (4), 7-6 (3), 7-6 (12)の死闘を制し、中国人男子選手として史上初となるATPツアー制覇を成し遂げた。

## ATPツアー決勝進出結果

### シングルス: 1回 (1勝0敗)
| 大会カテゴリ                    |
| グランドスラム (0–0)            |
| ATPファイナルズ (0–0)           |
| ATPツアー・マスターズ1000 (0–0) |
| オリンピック (0–0)              |
| ATPツアー500 (0–0)              |
| ATPツアー250 (1–0)              |

| サーフェス別タイトル |
| ハード (1–0)         |
| クレー (0–0)         |
| 芝 (0–0)             |

| 結果 | No. | 決勝日        | 大会   | サーフェス     | 対戦相手         | スコア                         |
| ---- | --- | ------------- | ------ | -------------- | ---------------- | ------------------------------ |
| 優勝 | 1.  | 2023年2月12日 | ダラス | ハード（室内） | ジョン・イスナー | 6-7(4-7), 7-6(7-3), 7-6(14-12) |

## 成績
略語の説明
| W | F | SF | QF | #R | RR | Q# | LQ | A | Z# | PO | G | S | B | NMS | P | NH |

W=優勝, F=準優勝, SF=ベスト4, QF=ベスト8, #R=#回戦敗退, RR=ラウンドロビン敗退, Q#=予選#回戦敗退, LQ=予選敗退, A=大会不参加, Z#=デビスカップ/BJKカップ地域ゾーン, PO=デビスカップ/BJKカッププレーオフ, G=オリンピック金メダル, S=オリンピック銀メダル, B=オリンピック銅メダル, NMS=マスターズシリーズから降格, P=開催延期, NH=開催なし.

### シングルス

#### グランドスラム大会
| 大会           | 2017 | 2018 | 2019 | 2020 | 2021 | 2022 | 2023 | 通算成績 |
| -------------- | ---- | ---- | ---- | ---- | ---- | ---- | ---- | -------- |
| 全豪オープン   | A    | A    | A    | A    | A    | A    | 1R   | 0–1      |
| 全仏オープン   | A    | A    | A    | A    | A    | A    | 1R   | 0–0      |
| ウィンブルドン | A    | A    | A    | NH   | A    | A    | 1R   | 0–0      |
| 全米オープン   | A    | A    | A    | A    | A    | 3R   |      | 2–1      |

#### 大会最高成績
| 大会                 | 成績 | 年   |
| -------------------- | ---- | ---- |
| ATPファイナルズ      | DNQ  | –    |
| インディアンウェルズ | A    | –    |
| マイアミ             | Q1   | 2017 |
| モンテカルロ         | A    | –    |
| マドリード           | A    | –    |
| ローマ               | A    | –    |
| カナダ               | A    | –    |
| シンシナティ         | A    | –    |
| 上海                 | 2R   | 2018 |
| パリ                 | A    | –    |
| オリンピック         | A    | –    |
| デビスカップ         | LQ   | 2019 |
| ユナイテッド・カップ | A    | –    |